# Enrico XLV di Reuss-Gera
Enrico XLV di Reuss-Gera (Saalburg-Ebersdorf, 13 maggio 1895 – scomparso nel 1945) fu principe ereditario di Reuss-Gera dal 1913 al 1918 e capo della casata di Reuss dal 1928 fino alla sua scomparsa.

## Biografia
Enrico XLV nacque a Ebersdorf, unico figlio sopravvissuto di Enrico XXVII di Reuss-Gera (1858–1928) e di sua moglie, la principessa Elisa di Hohenlohe-Langenburg (1864–1929).
Egli frequentò il liceo a Dresda e prestò servizio come luogotenente dell'esercito tedesco durante la prima guerra mondiale. Dopo la guerra egli continuò i propri studi a Lipsia, Marburgo, Monaco di Baviera e Kiel perfezionandosi in letteratura, musica e filosofia. Grande amante del teatro, fu direttore di musica, compositore e scrittore di opere. Nel 1923, Enrico XLV divenne capo del dipartimento drammaturgico del Teatro Reussiano a Gera.
Dopo la morte del padre il 21 novembre 1928 egli divenne il capo della casata di Reuss dopo che le due linee di Reuss-Gera e Reuss-Griez erano state unite all'estinzione della linea maschile di quest'ultima nel 1927.
Nel 1935 Enrico XLV decise di adottare uno dei suoi parenti, il principe Enrico I (1910–1982) membro del ramo secondario dei Reuss-Köstritz. L'adozione ebbe luogo essenzialmente per ragioni ereditarie e non per diritti di successione alla casata di Reuss; il principe di Reuss-Köstritz sposò 1939 la duchessa Woizlawa Feodora, figlia di Adolfo Federico di Meclemburgo-Schwerin e nipote di Enrico XLV.
Durante gli anni '30, Enrico XLV divenne un simpatizzante del nazismo e membro quindi del partito nazista. Nell'agosto del 1945 egli venne arrestato a Ebersdorf dai sovietici e da allora scomparve, anche se alcuni asserirono che fosse morto nel campo n. 2 di Buchenwald sebbene tale nome non risulta in alcun libro delle persone morte in questi campi speciali. Il 5 gennaio 1962 venne dichiarato morto dal tribunale di Büdingen. La sua intera fortuna, ad ogni modo, era stata confiscata dal 1948 dall'amministrazione sovietica in Germania tra cui i castello di Ebersdorf, Thallwitz e Osterstein.
Enrico XLV non si sposò mai e non ebbe figli e come tale alla sua morte il ruolo di capo della casata di Reuss passò a Enrico IV di Reuss-Köstritz.

## Ascendenza
|                                    |                                       |                                                     | Genitori                                     |  |  | Nonni |  |  | Bisnonni                      |  |  | Trisnonni                        |  |
|                                    |                                       |                                                     |                                              |  |  |       |  |  | 8. Enrico LXVII di Reuss-Gera |  |  | 16. Enrico XLII di Reuss-Schleiz |  |
|                                    |                                       |                                                     |                                              |  |  |       |  |  | 8. Enrico LXVII di Reuss-Gera |  |  | 16. Enrico XLII di Reuss-Schleiz |  |
|                                    |                                       | 17. Carolina di Hohenlohe-Kirchberg                 |                                              |  |  |       |  |  | 8. Enrico LXVII di Reuss-Gera |  |  |                                  |  |
| 4. Enrico XIV di Reuss-Gera        |                                       |                                                     |                                              |  |  |       |  |  | 8. Enrico LXVII di Reuss-Gera |  |  |                                  |  |
|                                    |                                       | 9. Adelaide di Reuss-Eberdorf                       | 18. Enrico LI di Reuss-Eberdorf              |  |  |       |  |  |                               |  |  |                                  |  |
|                                    |                                       | 9. Adelaide di Reuss-Eberdorf                       | 18. Enrico LI di Reuss-Eberdorf              |  |  |       |  |  |                               |  |  |                                  |  |
|                                    |                                       | 9. Adelaide di Reuss-Eberdorf                       | 19. Luisa di Hoym                            |  |  |       |  |  |                               |  |  |                                  |  |
| 2. Enrico XXVII di Reuss-Gera      |                                       | 9. Adelaide di Reuss-Eberdorf                       |                                              |  |  |       |  |  |                               |  |  |                                  |  |
|                                    |                                       | 10. Eugenio di Württemberg                          | 20. Eugenio Federico di Württemberg          |  |  |       |  |  |                               |  |  |                                  |  |
|                                    |                                       | 10. Eugenio di Württemberg                          | 20. Eugenio Federico di Württemberg          |  |  |       |  |  |                               |  |  |                                  |  |
|                                    |                                       | 10. Eugenio di Württemberg                          | 21. Luisa di Stolberg-Gedern                 |  |  |       |  |  |                               |  |  |                                  |  |
| 5. Agnese di Württemberg           |                                       | 10. Eugenio di Württemberg                          |                                              |  |  |       |  |  |                               |  |  |                                  |  |
|                                    |                                       | 11. Elena di Hohenlohe-Langenburg                   | 22. Carlo Ludovico I di Hohenlohe-Langenburg |  |  |       |  |  |                               |  |  |                                  |  |
|                                    |                                       | 11. Elena di Hohenlohe-Langenburg                   | 22. Carlo Ludovico I di Hohenlohe-Langenburg |  |  |       |  |  |                               |  |  |                                  |  |
|                                    |                                       | 11. Elena di Hohenlohe-Langenburg                   | 23. Amalia Enrichetta di Solms-Baruth        |  |  |       |  |  |                               |  |  |                                  |  |
| 1. Enrico XLV di Reuss-Gera        |                                       | 11. Elena di Hohenlohe-Langenburg                   |                                              |  |  |       |  |  |                               |  |  |                                  |  |
|                                    | 12. Ernesto I di Hohenlohe-Langenburg | 24. Carlo Ludovico I di Hohenlohe-Langenburg (= 21) |                                              |  |  |       |  |  |                               |  |  |                                  |  |
|                                    | 12. Ernesto I di Hohenlohe-Langenburg | 24. Carlo Ludovico I di Hohenlohe-Langenburg (= 21) |                                              |  |  |       |  |  |                               |  |  |                                  |  |
|                                    | 12. Ernesto I di Hohenlohe-Langenburg | 25. Amalia Enrichetta di Solms-Baruth (= 22)        |                                              |  |  |       |  |  |                               |  |  |                                  |  |
| 6. Ermanno di Hohenlohe-Langenburg | 12. Ernesto I di Hohenlohe-Langenburg |                                                     |                                              |  |  |       |  |  |                               |  |  |                                  |  |
|                                    |                                       | 13. Feodora di Leiningen                            | 26. Emilio Carlo di Leiningen                |  |  |       |  |  |                               |  |  |                                  |  |
|                                    |                                       | 13. Feodora di Leiningen                            | 26. Emilio Carlo di Leiningen                |  |  |       |  |  |                               |  |  |                                  |  |
|                                    |                                       | 13. Feodora di Leiningen                            | 27. Vittoria di Sassonia-Coburgo-Saalfeld    |  |  |       |  |  |                               |  |  |                                  |  |
| 3. Elisa di Hohenlohe-Langenburg   |                                       | 13. Feodora di Leiningen                            |                                              |  |  |       |  |  |                               |  |  |                                  |  |
|                                    |                                       | 14. Guglielmo di Baden                              | 28. Carlo Federico di Baden                  |  |  |       |  |  |                               |  |  |                                  |  |
|                                    |                                       | 14. Guglielmo di Baden                              | 28. Carlo Federico di Baden                  |  |  |       |  |  |                               |  |  |                                  |  |
|                                    |                                       | 14. Guglielmo di Baden                              | 29. Luisa Carolina di Hochberg               |  |  |       |  |  |                               |  |  |                                  |  |
| 7. Leopoldina di Baden             |                                       | 14. Guglielmo di Baden                              |                                              |  |  |       |  |  |                               |  |  |                                  |  |
|                                    |                                       | 15. Elisabetta Alessandrina di Württemberg          | 30. Ludovico di Württemberg                  |  |  |       |  |  |                               |  |  |                                  |  |
|                                    |                                       | 15. Elisabetta Alessandrina di Württemberg          | 30. Ludovico di Württemberg                  |  |  |       |  |  |                               |  |  |                                  |  |
|                                    |                                       | 15. Elisabetta Alessandrina di Württemberg          | 31. Enrichetta di Nassau-Weilburg            |  |  |       |  |  |                               |  |  |                                  |  |
|                                    |                                       | 15. Elisabetta Alessandrina di Württemberg          |                                              |  |  |       |  |  |                               |  |  |                                  |  |